# اریترودرما پسوریاتیک
اریترودرما پسوریاتیک (به انگلیسی: Psoriatic erythroderma) (هم‌چنین به‌عنوان «پسوریازیس اریترودرمیک» شناخته می‌شود) نشان دهنده یک فرم تعمیم یافته پسوریازیس است که بر تمام سایت‌های بدن، از جمله صورت، دست، پا، ناخن، تنه، و اندام تأثیر می‌گذارد.: 410–411 : 195  خط اول درمان برای اریترودرما پسوریاتیک شامل داروهای سرکوب کننده سیستم ایمنی مانند متوتروکسات، اسی‌ترتین، یا سیکلوسپورین می‌باشد.